# Noel Gugliemi
Noel Albert Gugliemi (Huntington Beach, Kalifornia, 1970. október 15. –) amerikai színész. 
Leginkább dél-kaliforniai gengszterek megformálásával vált ismertté.

## Élete és pályafutása
2001-ben a Halálos iramban című filmben Hectort alakította. 2015-ben a filmsorozat hetedik részében is visszatért, ugyanebben a szerepben. 
Gugliemi keresztény, és templomokban, iskolákban valamint üzleti területen gyakran tart motivációs beszédeket. Bár sokszor alakít gengsztereket a filmvásznon, igyekszik távol tartani a fiatalokat az alvilágtól.

## Válogatott filmográfia

### Film
| Év   | Magyar cím                                 | Eredeti cím                   | Szerep                  | Magyar hang     |
| ---- | ------------------------------------------ | ----------------------------- | ----------------------- | --------------- |
| 2000 | Mindhalálig bunyós                         | Price of Glory                | Angel                   |                 |
| 2000 | Fivér                                      | Brother                       | mexikói maffia katonája |                 |
| 2001 |                                            | The Barrio Murders            | Johnny                  |                 |
| 2001 | Tök állat                                  | The Animal                    | bandavezér              |                 |
| 2001 | Halálos iramban                            | The Fast and the Furious      | Hector                  | Fesztbaum Béla  |
| 2001 | Kiképzés                                   | Training Day                  | Moreno                  | Szabó Győző     |
| 2003 | Nemzetbiztonság Bt.                        | National Security             | latinó elítélt          | Sótonyi Gábor   |
| 2003 | Az utolsó akkord                           | Masked and Anonymous          | elítélt                 |                 |
| 2003 | Sulihuligánok                              | Old School                    | tanuló                  |                 |
| 2003 | A fehér csóka                              | Malibu's Most Wanted          | Snuffy                  |                 |
| 2003 | A minden6ó                                 | Bruce Almighty                | gengszter               |                 |
| 2003 | S.W.A.T. – Különleges kommandó             | S.W.A.T.                      | latinó bűnöző           | Vári Attila     |
| 2003 |                                            | Wasabi Tuna                   | Capone                  |                 |
| 2004 | Akire büszkék vagyunk! – A hónap dolgozója | Employee of the Month         | Chicken                 |                 |
| 2005 |                                            | Duck                          | a szemét királya        |                 |
| 2005 | Nehéz idők                                 | Harsh Times                   | Flaco                   | Betz István     |
| 2006 | Gengszter horror                           | Hood of Horror                | Fatcap                  | Szatmári Attila |
| 2006 |                                            | Gangs of the Dead             | Caesar                  |                 |
| 2006 | Repesz                                     | Splinter                      | Dusty                   |                 |
| 2006 | Crank – Felpörögve                         | Crank                         | bűnöző a raktár tetején |                 |
| 2006 | Balek-suli                                 | School for Scoundrels         | srác a metróban         |                 |
| 2007 | IQ-zseni                                   | If I Had Known I Was a Genius | Angel                   |                 |
| 2007 | A bakancslista                             | The Bucket List               | szerelő                 |                 |
| 2008 | Az utca királyai                           | Street Kings                  | Quicks                  |                 |
| 2008 |                                            | The Ode                       | Cholo 2                 |                 |
| 2008 |                                            | Hotel California              | Chino                   |                 |
| 2009 | Vörös homok                                | Red Sands                     | Jorge Wardell           |                 |
| 2009 | A szólista                                 | The Soloist                   | Winston utcai rendőr    |                 |
| 2009 | Gamer – Játék a végsőkig                   | Gamer                         | őr                      | Makranczi Zalán |
| 2009 |                                            | Basement Jack                 | Gene Anderson nyomozó   |                 |
| 2009 | Melléfogás                                 | Wrong Turn at Tahoe           | Franky Tahoe            | Bozsó Péter     |
| 2010 | Házasodik a család                         | Our Family Wedding            | Raymond Mata            |                 |
| 2011 | Kíméletlen bosszú                          | Recoil                        | Rex Salgado             |                 |
| 2012 |                                            | Filly Brown                   | Big Cee                 |                 |
| 2012 | Szoba kilátások nélkül                     | Small Apartments              | Kutyasétáltató          |                 |
| 2012 |                                            | For the Love of Money         | Ramon                   |                 |
| 2012 | A sötét lovag – Felemelkedés               | The Dark Knight Rises         | korábbi elítélt         |                 |
| 2013 |                                            | Enter the Dangerous Mind      | Salinas nyomozó         |                 |
| 2013 |                                            | The Devil's in the Details    | Guzzo                   |                 |
| 2013 | Az utolsó vérig                            | Force of Execution            | Salvator                |                 |
| 2014 | Golyó                                      | Bullet                        | punk                    |                 |
| 2014 | A megtisztulás éjszakája: Anarchia         | The Purge: Anarchy            | Diego                   | Maday Gábor     |
| 2014 | Érj el!                                    | Out of Sight                  | bandatag                |                 |
| 2015 | Halálos iramban 7.                         | Furious 7                     | Hector                  |                 |
| 2015 |                                            | The Bride He Bought Online    | Javier                  |                 |
| 2015 | Szemekbe zárt titkok                       | Secret in Their Eyes          | rajongó                 |                 |
| 2016 |                                            | Pocket Listing                | El Cabron               |                 |
| 2016 |                                            | Lowriders                     | Angel                   |                 |
| 2016 | Zsoldosok krónikája                        | Vigilante Diaries             | Nero                    |                 |
| 2017 |                                            | Beyond Skyline                | Justin                  |                 |
| 2018 | A fiú, akit Vitorlásnak hívnak             | A Boy Called Sailboat         | José                    |                 |
| 2018 | Kegyetlen zsaruk                           | Dragged Across Concrete       | Vasquez                 | Bordás János    |
| 2018 | El Chicano – Gyilkos a múltból             | El Chicano                    | Silent                  |                 |
| 2018 | A csempész                                 | The Mule                      | Bald Rob                |                 |
| 2019 |                                            | The Mustang                   | Roberto                 |                 |
| 2019 |                                            | 3 from Hell                   | Bullet                  |                 |
| 2020 |                                            | The Tax Collector             | Snoopy                  |                 |
| 2021 |                                            | Under the Stadium Lights      | Albert                  |                 |
| 2021 |                                            | The Cleaner                   | Hector                  |                 |
| 2022 |                                            | Corsicana                     | Juan                    |                 |
| 2022 | Paradise City                              | Paradise City                 | Alfredo Salazar         |                 |
| 2022 | Megváltó lövés                             | Savage Salvation              | Silas                   |                 |
| 2023 | A lakatos                                  | The Locksmith                 | Perez nyomozó           |                 |
| 2024 | Cash Out – Nincs kiút                      | Cash Out                      | Hector                  |                 |

### Televízió
| Év        | Magyar cím                             | Eredeti cím                                | Szerep                       | Megjegyzések                               |
| --------- | -------------------------------------- | ------------------------------------------ | ---------------------------- | ------------------------------------------ |
| 1999      | Légy valódi!                           | Get Real                                   | Frank Ortez                  | 1 epizód                                   |
| 2000      | Hazárd megye lordjai: Irány Hollywood! | The Dukes of Hazzard: Hazzard in Hollywood | nehézfiú                     | tévéfilm                                   |
| 2000      | Latin pofonok                          | Resurrection Blvd.                         | bandatag / Lalo              | 2 epizód                                   |
| 2001      | X-akták                                | The X-Files                                | bandatag                     | 1 epizód (Biztos halál)                    |
| 2001      | Buffy, a vámpírok réme                 | Buffy the Vampire Slayer                   | Vince                        | 1 epizód                                   |
| 2001      | CSI: A helyszínelők                    | CSI: Crime Scene Investigation             | David Ramirez                | 1 epizód                                   |
| 2002      | 24                                     | 24                                         | Craig                        | 1 epizód                                   |
| 2002      | Nyomtalanul                            | Without a Trace                            | Chico                        | 1 epizód                                   |
| 2002      | Angel                                  | Angel                                      | vámpír                       | 1 epizód                                   |
| 2002      | Gyilkossági csoport                    | Robbery Homicide Division                  | Paco                         | 1 epizód                                   |
| 2002      |                                        | Less than Perfect                          | Marco                        | 1 epizód                                   |
| 2003      | New York rendőrei                      | NYPD Blue                                  | Jose Rincon                  | 1 epizód                                   |
| 2003      | FBI ügynökök bevetésen                 | The Handler                                | Jose                         | 1 epizód                                   |
| 2004      | Monk – A flúgos nyomozó                | Monk                                       | férfi                        | 1 epizód                                   |
| 2004      | A körzet                               | The District                               | Dante                        | 1 epizód                                   |
| 2004      |                                        | Cruzin TV                                  | önmaga / házigazda           |                                            |
| 2004–2005 | The Shield – Kemény zsaruk             | The Shield                                 | Prophets bandavezér / Savuto | 1 epizód                                   |
| 2004–2005 | Nyughatatlan fiatalok                  | The Young and the Restless                 | Satchel / drogdíler          | 4 epizód                                   |
| 2005      | CSI: Miami helyszínelők                | CSI: Miami                                 | Rico Dominguez               | 1 epizód                                   |
| 2005      | Sleeper Cell – Terrorista csoport      | Sleeper Cell                               | Cesar                        | 1 epizód                                   |
| 2005      | Wanted – Élve vagy halva               | Wanted                                     | Felix                        | 1 epizód                                   |
| 2006      | Las Vegas                              | Las Vegas                                  | Victor Castillo              | 1 epizód                                   |
| 2009      | Sötét zsaruk                           | Dark Blue                                  | Ramone                       | 1 epizód                                   |
| 2009      | A liga                                 | The League                                 | Perp                         | 1 epizód                                   |
| 2010      | A Cleveland-show                       | The Cleveland Show                         | Lay-Z (hangja)               | 1 epizód                                   |
| 2010      | Kukkolók                               | Look: The Series                           | Oscar                        | 3 epizód                                   |
| 2010      | The Walking Dead                       | The Walking Dead                           | Felipe                       | - 1 epizód - magyar hangja: - Tokaji Csaba |
| 2011      |                                        | Fred 2: Night of the Living Fred           | Delamar                      | tévéfilm                                   |
| 2012      | A mentalista                           | The Mentalist                              | Kevin Cintron                | 1 epizód                                   |
| 2013      |                                        | Chosen                                     | Salmas Valverde              | 2 epizód                                   |
| 2013      |                                        | Wendell & Vinnie                           | Todd                         | 1 epizód                                   |
| 2013      |                                        | Between Bullets                            | Diego Salvador               | 1 epizód                                   |
| 2014      |                                        | Legit                                      | Ernesto                      | 1 epizód                                   |
| 2014–2015 |                                        | Retail                                     | Hector                       | 2 epizód                                   |
| 2015      | Dr. Csont                              | Bones                                      | Logan Manzes                 | 1 epizód                                   |
| 2015–2020 | Amerika Huangjai                       | Fresh Off the Boat                         | Hector                       | 16 epizód                                  |
| 2017      |                                        | Training Day                               | Moreno                       | visszatérő szereplő (6 epizód)             |
| 2017      | Bűnös Chicago                          | Chicago P.D.                               | Chico                        | 1 epizód                                   |
| 2017      |                                        | Wisdom of the Crowd                        | Flaco Guerrero               | 4 epizód                                   |
| 2018      |                                        | Nicky Jam: El Ganador                      | Stephen                      | 1 epizód                                   |
| 2018–2023 | Mayans M.C.                            | Mayans M.C.                                | Louie                        | - 6 epizód - magyar hangja: - Maday Gábor  |
| 2019      |                                        | Scrutiny                                   | Anthony Gerardi              | 2 epizód                                   |
| 2020      |                                        | Deputy                                     | Danny Flores                 | 1 epizód                                   |
| 2020      |                                        | Gentefied                                  | Alex                         | 1 epizód                                   |
| 2020      |                                        | Dawn of the Zombie Apocalypse              | Doug                         | 1 epizód                                   |
| 2020      |                                        | GhettoBusters                              | Hector                       | 1 epizód                                   |
| 2021–2022 | Ármány és szenvedély                   | Days of Our Lives                          | Jason Smith                  | 7 epizód                                   |